# Borbee’s Jass Orchestra
Borbee’s Jass Orchestra war eine Musikgruppe, die 1917 Tanzmusik, angeblich Jazz, spielte.
Das von dem Pianisten Ernest Borbee geleitete Quintett (mit Klavier, Geige, Banjo, weitere Saiteninstrumente und Schlagzeug) wurde am 14. Februar 1917 von der Columbia Records ins Studio geladen. Als Borbee’s Tango Orchestra spielte es zwei Titel ein, den Foxtrot „It’s a Long, Long Time“ und den One-Step „Just the Kind of Girl You’d Love to Make Your Wife“. Im Juli 1917 wurden diese veröffentlicht, allerdings wurde die Band dabei als Jass Orchestra benannt, um am Erfolg der Original Dixieland Jass Band teilzuhaben. Am 17. August 1917 nahm Borbee mit seinem Jass Orchestra zwei weitere Titel für Columbia auf, den Foxtrot „Paddle-Addle“ und den One-Step „The Ragtime Volunteers Are Off to War“, die im November 1917 veröffentlicht wurden.